# Микрозавры
Микрозавры (лат. Microsauria) — поли- или парафилетическая группа примитивных четвероногих, традиционно рассматривавшаяся в ранге отряда. Как правило, микрозавры классифицировались в группе тонкопозвонковых. Современные филогенетические анализы позволили выделить значительную часть представителей отряда в кладу Recumbirostra, которая, возможно, относится к базальным завропсидам (рептилиям). Некоторые микрозавры, такие как Asaphestera platyris и ‘Hylerpeton’ intermedium, могут быть примитивными синапсидами.

## История изучения

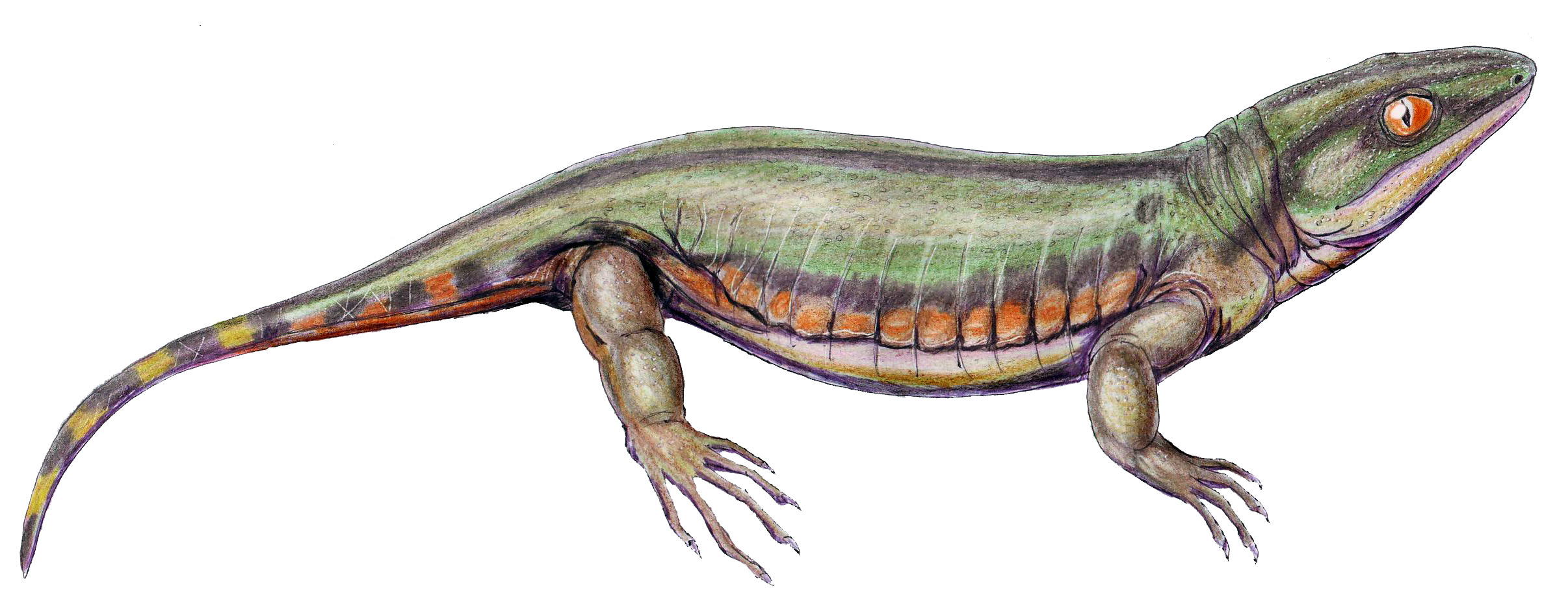
Tuditanus punctulatus из верхнего карбона Огайо

Первоначально, в XIX веке, «микрозаврами» называли большинство мелких карбоновых амфибий и рептилий, не обладавших лабиринтодонтным строением зубов. Так, например, представитель семейства Protorothyrididae гилономус в старой литературе относился к микрозаврам. Микрозавров связывали то с предками рептилий, то с предками современных хвостатых и безногих амфибий. Последние кладистические анализы указывают на возможное родство всех тонкопозвонковых с рептилиоморфами.

## Описание

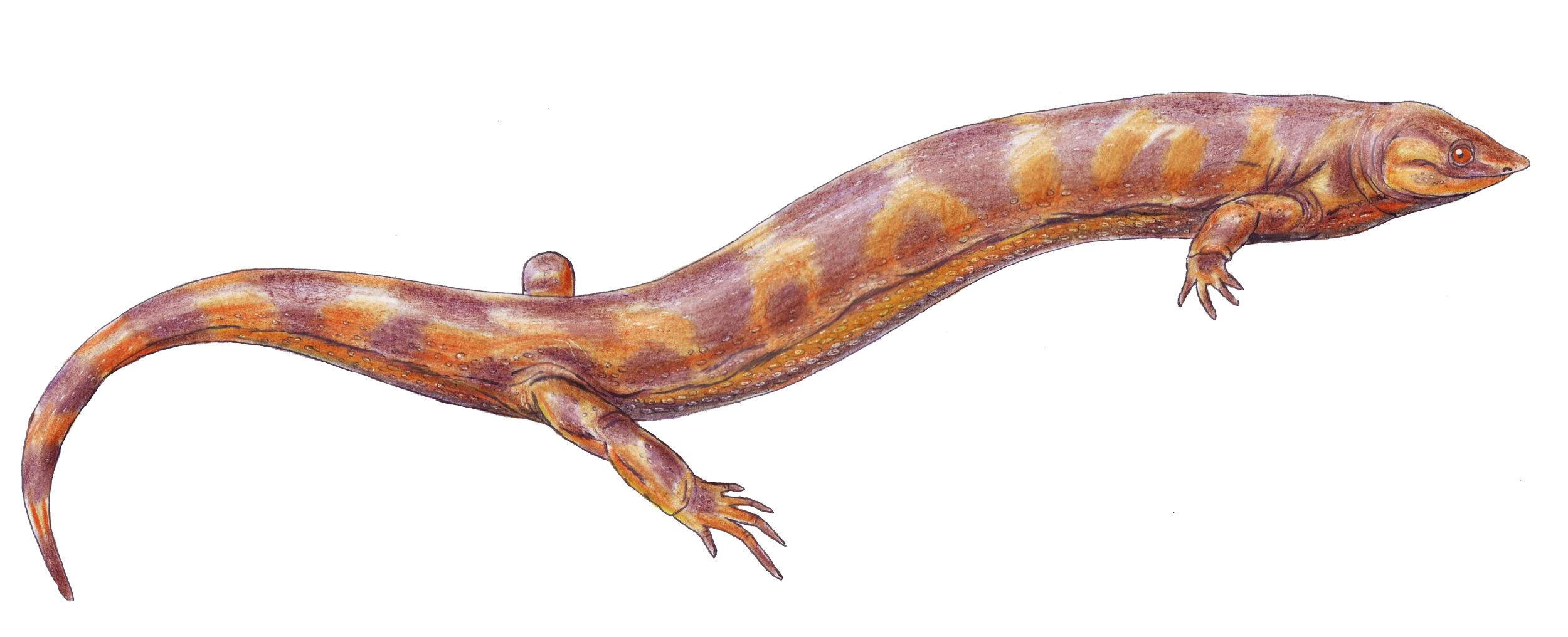
Остодолепид Pelodosotis elongatum из нижней перми США

Микрозавры — самые разнообразные среди лепоспондилов. Выделяют до 11 их семейств, существовавших со среднего карбона до середины перми. Размеры обычно мелкие и очень мелкие (отсюда название). Самые мелкие формы имели длину черепа менее 1 см, самые крупные не превышали 60 см в длину вместе с хвостом. Жизненные формы также разнообразны — от постоянноводных до ящерицеподобных и роющих наземных. Число позвонков туловища варьирует от 19 до 44.
По-видимому, все микрозавры питались беспозвоночными. Все микрозавры отличаются отсутствием ушных вырезок, у ряда форм имеется вырезка в нижней части щёчной области (как у примитивных саламандр). Часто отмечено наличие брюшного панциря, иногда есть и спинные чешуи. Чешуя циклоидного типа. Интересна редукция пальцев на передней конечности — у большинства родов их 4, у некоторых форм — три.

## Классификация
В составе отряда Microsauria выделяли два вымерших подотряда:
- Подотряд Tuditanomorpha с 4 семействами. Отличаются слиянием межвисочной кости с заднелобной. Преимущественно наземные формы.
  - Семейства Tuditanidae, Trihecatontidae, Hapsidopareiidae — мелкие ящерицеобразные, по-видимому наземные. Известны преимущественно из позднего карбона Северной Америки и Европы.
  - Семейство Goniorhynchidae — мелкие длиннотелые коротконогие наземные роющие животные, несколько сходные по строению черепа с червягами. 10 родов из ранней перми Северной Америки и Европы.
- Подотряд Microbrachomorpha с 4 семействами. Межвисочная кость слилась с теменной. Тело удлинённое, размеры мелкие и очень мелкие. Большинство родов — постоянноводные, некоторые сохраняли наружные жабры; питались беспозвоночными. Включает семейства Microbrachidae, Hyloplesiontidae, Brachystelechidae, Odonterpetontidae. В последние два семейства входят самые мелкие наземные позвоночные палеозоя. Распространены в позднем карбоне — ранней перми Западной Европы и Северной Америки. Данная группа может не относиться к истинным микрозаврам, сближается с нектридеями и аистоподами.

Gymnarthridae, Pantylidae и Ostodolepidae ранее рассматривались как семейства подотряда Tuditanomorpha, но позднее были отнесены к группе Recumbirostra.